# See What's on the Inside
See What's on the Inside es el séptimo álbum de estudio de la banda inglesa de metal Asking Alexandria, y el tercero desde el regreso de Danny Worsnop. Fue lanzado el 1 de octubre de 2021 a través de Better Noise Music y siendo producido por Matt Good. El álbum es el primer lanzamiento de la banda bajo Better Noise Music.

## Antecedentes y promoción
El 7 de junio de 2021, la banda anunció que firmaron con Better Noise Music. El 20 de agosto, la banda lanzó por sorpresa un nuevo sencillo "Alone Again". Al mismo tiempo, la banda reveló el álbum en sí, la portada del álbum, la lista de canciones y la fecha de lanzamiento. El guitarrista Ben Bruce comentó sobre la pista: "'Alone Again' y el resto de este álbum es el resultado de volver a conectarnos y volver a enamorarnos de la razón por la que comenzamos esta banda en primer lugar. Sin lujos ni trucos baratos, solo el ¡cinco de nosotros tocando nuestros instrumentos lo más fuerte y fuerte que podamos!".
El 31 de agosto, la banda dio a conocer el video musical oficial de "Alone Again". El 23 de septiembre, una semana antes del lanzamiento del álbum, la banda adelantó en sus redes sociales la canción "Faded Out", que estaría disponible el 1 de octubre. Para promocionar el álbum, la banda también anunció que apoyarán el reprogramado "The Re-Entry Tour" de A Day to Remember junto con Point North en septiembre de 2021. El 27 de septiembre, el grupo anunció su gira europea/británica 2022 como cabeza de cartel para apoyar el álbum. El 1 de octubre, en celebración del lanzamiento del álbum, la banda estrenó el video musical de la canción "Never Gonna Learn".

## Lista de canciones
Todas las letras escritas por Asking Alexandria, toda la música compuesta por Asking Alexandria. 
| N.º | Título                     | Duración |  |
| 1.  | «Intro»                    | 0:56     |  |
| 2.  | «Alone Again»              | 3:48     |  |
| 3.  | «Faded Out»                | 3:05     |  |
| 4.  | «Never Gonna Learn»        | 3:18     |  |
| 5.  | «If I Could Erase It»      | 4:11     |  |
| 6.  | «Find Myself»              | 4:40     |  |
| 7.  | «You've Made It This Far»  | 4:21     |  |
| 8.  | «See What's on the Inside» | 4:36     |  |
| 9.  | «Misery Loves Company»     | 4:03     |  |
| 10. | «Fame»                     | 3:18     |  |
| 11. | «The Grey»                 | 3:46     |  |

| Edición de lujo |                                                    |          |  |
| N.º             | Título                                             | Duración |  |
| 12.             | «New Devil» (con Maria Brink de In This Moment)    | 3:34     |  |
| 13.             | «Miles Away»                                       | 4:33     |  |
| 14.             | «Faded Out» (Nueva versión; con Within Temptation) | 3:05     |  |
| 15.             | «See What's on the Inside» (acústico)              | 4:03     |  |
| 16.             | «Never Gonna Learn» (acústico)                     | 3:06     |  |
| 17.             | «Find Myself» (acústico)                           | 3:32     |  |
| 18.             | «Faded Out» (acústico)                             | 2:43     |  |
| 19.             | «Alone Again» (acústico)                           | 2:19     |  |

## Personal
Asking Alexandria
- Danny Worsnop: voz principal.
- Ben Bruce: guitarra líder, segunda voz, coros.
- Cameron Liddell: guitarra rítmica.
- Sam Bettley: bajo, piano
- James Cassells: batería.

Producción
- Matt Good: productor